# Dominik Kunca
Dominik Kunca (* 4. března 1992, Humenné, Československo) je slovenský fotbalový útočník, od léta 2017 hráč slovenského klubu MFK Ružomberok. Jeho oblíbeným mužstvem je anglický Manchester United FC, oblíbeným fotbalistou Španěl Fernando Torres. Mezi jeho další oblíbené sporty patří tenis, plážový volejbal a lední hokej. V seniorské kopané debutoval 17. května 2008 v dresu MFK Zemplín Michalovce ve věku 16 let, 2 měsíců a 13 dní na Pasienkoch proti FK Inter Bratislava (prohra 0:1), dostal se na hřiště v 82. minutě. Tím se stal nejmladším hráčem v historii klubu, který absolvoval start v A-týmu.
V sezóně 2014/15 se stal s MFK Zemplín Michalovce vítězem 2. slovenské fotbalové ligy, což znamenalo postup do Fortuna ligy. Ve své první sezóně v nejvyšší slovenské lize (2015/16) se stal se sedmi vstřelenými góly nejlepším kanonýrem týmu a pomohl tak k záchraně ve Fortuna lize.

## Klubová kariéra
- ŠK Strážske (mládež)[1]
- MFK Zemplín Michalovce (mládež)
- MFK Zemplín Michalovce 2008–2017[4]
- →  FO ŽP ŠPORT Podbrezová (hostování) 2014
- MFK Ružomberok 2017–[5]

## Reprezentační kariéra
Nastupoval v mládežnických reprezentačních výběrech Slovenska do 15, 16 a 17 let.